# Barton Childs
Barton Childs (* 29. Februar 1916 in Hinsdale, Illinois; † 18. Februar 2010 in Baltimore, Maryland) war ein US-amerikanischer Kinderarzt und Genetiker an der Johns Hopkins University School of Medicine.

## Leben und Wirken
Childs studierte Biologie am Williams College (Bachelor 1938) und Medizin an der Johns Hopkins University (JHU), wo er 1942 einen M.D. erwarb. Nach seinem Militärdienst zwischen 1943 und 1946 absolvierte er an der JHU und dem Boston Children’s Hospital seine Facharztausbildung zum Kinderarzt. Anschließend übernahm er die Kinderärztliche Ambulanz am Harriet Lane Hospital, dem Kinderkrankenhaus der JHU. 1952/53 verbrachte Childs bei Lionel Penrose am University College London, wo er in Genetik ausgebildet wurde. Seit 1953 gehörte er zum Lehrkörper der JHU. 1981 wurde er als Professor für Kinderheilkunde und für Biologie emeritiert, blieb aber bis kurz vor seinem Tod wissenschaftlich aktiv.
Childs konnte (gemeinsam mit Ronald G. Davidson und Harold Nitowsky) die Lyon-Hypothese der Inaktivierung eines von zwei X-Chromosomen in den Zellen von weiblichen Embryonen bestätigen. Gemeinsam mit William H. Zinkham konnte er zeigen, dass der Glucose-6-phosphat-Dehydrogenase-Mangel einem X-chromosomal rezessiven Erbgang folgt. Außerdem untersuchte er die genetischen Ursachen von Störungen wie Dyslexie, Nebennierenrindenhyperplasie oder Schizophrenie. Er forderte, moderne Medizin müsse auf der jeweiligen individuellen Beziehung von Genen und Umwelt basieren.
Barton Childs war zweimal verheiratet, seine erste Frau starb 1980 bei einem Verkehrsunfall. Mit ihr hatte er zwei Kinder.

## Auszeichnungen (Auswahl)
- 1959 E. Mead Johnson Award der Society for Pediatric Research[1]
- 1973 William Allan Award der American Society of Human Genetics[2]
- 1974 Mitglied der American Academy of Arts and Sciences[3]
- 1976 Präsident der American Society of Human Genetics[4]
- 1989 John Howland Award der American Pediatric Society[5][6]
- 1998 Joseph Zubin Award der American Psychopathological Association[7]

Die American Society of Human Genetics vergab den Arno Motulsky-Barton Childs Award for Excellence in Human Genetics Education (früher ASHG Award for Excellence in Human Genetics Education, jetzt ASHG Excellence in Education Award).

## Schriften
- als Herausgeber: Genetics of Neurological Disorders, 1985
- Inborn Factors in Disease, 1989
- Genetic Medicine: A Logic of Disease, 1999